# Ulica Łódzka w Kaliszu

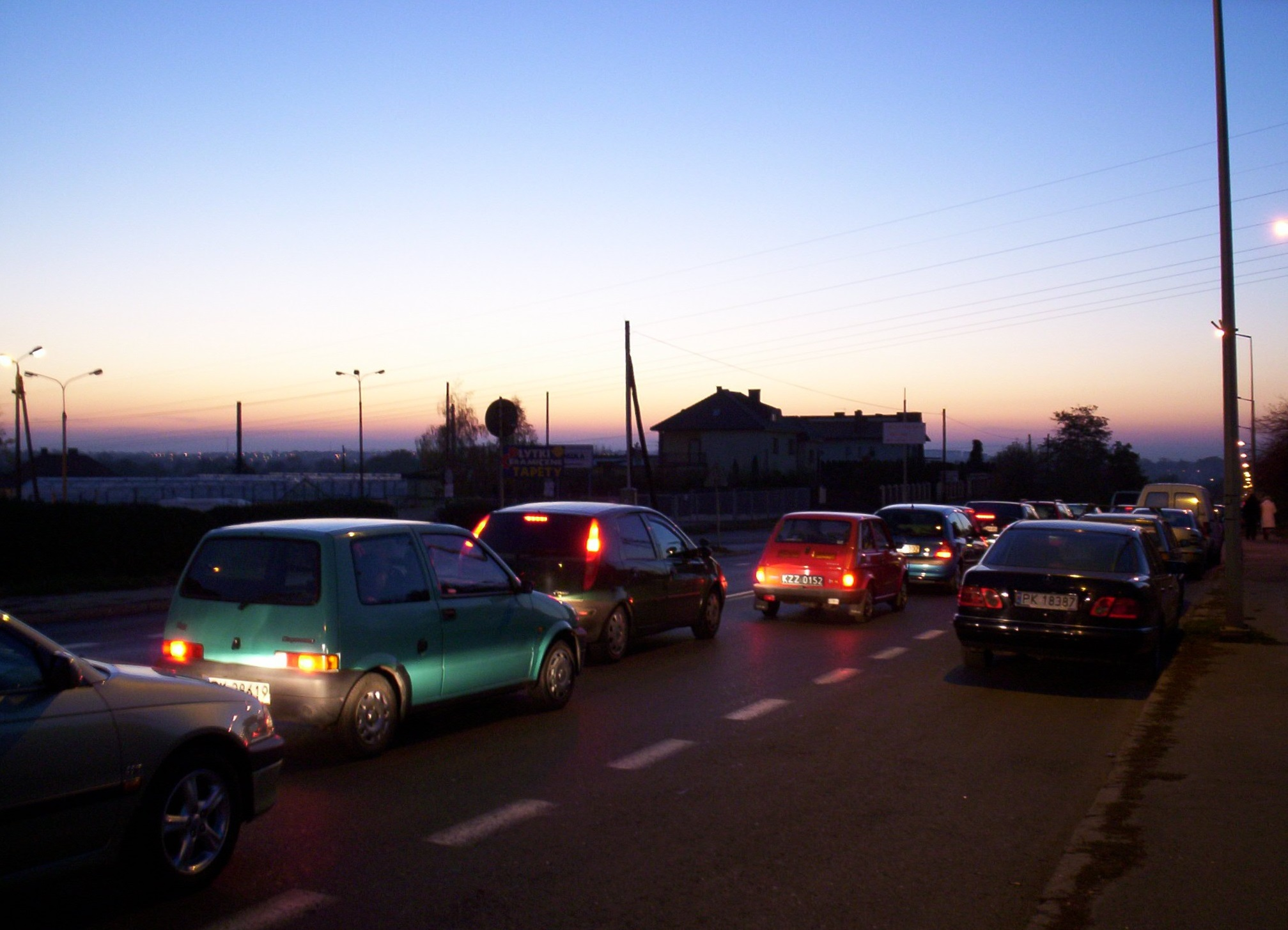
Ulica Łódzka w Winiarach

Ulica Łódzka – jedna z najważniejszych i najruchliwszych ulic Kalisza. Ma około 4,7 km długości dzięki czemu plasuje się na trzecim miejscu pod względem najdłuższych ulic miasta. Jest częścią drogi krajowej nr 12. W pobliżu fabryki Winiary znajduje się podstrefa Wałbrzyskiej Specjalnej Strefy Ekonomicznej.

## Przebieg
Ulica Łódzka zaczyna się na ul. Warszawskiej. Po ponad kilometrze dochodzi do niej Trasa Bursztynowa. Za Cmentarzem Tynieckim przechodzi nad rzeką Swędrnią. Ulica kończy się na granicy miasta. Do skrzyżowania z ulicą Rajskowską jest to droga jednojezdniowa czteropasmowa. Przebiega przez trzy dzielnice – Tyniec, Rajsków i Winiary. Do mostu na Swędrni stanowi granicę między dwoma pierwszymi. Od tego miejsca do granicy miasta ulica Łódzka do 2012 ma zostać gruntownie zmodernizowana.

## Obiekty
- Zakład Karny, nr. 2
- Kaliskie Towarzystwo Tenisowe, nr. 19
- Miejski Klub Sportowy Calisia, nr. 19
- Ośrodek Sportu Rehabilitacji i Rekreacji, nr. 19-29
- Kaliski Okręgowy Związek Piłki Nożnej, nr. 19A
- Hotel Bursztyn, nr. 29
- Kaliski Szkolny Związek Sportowy, nr. 29
- rejonowe WOPR, nr. 29
- stacja benzynowa PKN Orlen, nr. 31
- salon Renault i Dacii Auto Lider, nr. 69
- Polski Związek Motorowy, nr. 97
- Cmentarz Tyniecki, nr. 106
- ogródki działkowe "Na Skarpie"
- Winiary-Nestlé, nr. 151-153

## Komunikacja
Ulicą Łódzką kursują następujące linie autobusowe Kaliskich Linii Autobusowych:
- 1 (Wyszyńskiego Słoneczna – Winiary Osiedle)
- 1A (Wyszyńskiego Słoneczna – Opatówek)
- 1B (Wyszyńskiego Słoneczna – Opatówek)
- 9 (Wyszyńskiego Słoneczna – Leśna Winiary Pętla)
- 10 (Wyszyńskiego Słoneczna – Leśna Winiary Pętla) (nocna)

Znajduje się tutaj 18 przystanków.